# 第7施設群
第7施設群（だいななしせつぐん、英:JGSDF 7th Engineer Group(Construction)）は、陸上自衛隊大久保駐屯地（京都府宇治市）に群本部が駐屯する第4施設団隷下の施設科部隊である。

## 概要
群長は1等陸佐（二）が充てられ、2個施設中隊を基幹とする施設群で、上級部隊である第4施設団と同じ大久保駐屯地に主力が置かれ、隷下の1個施設中隊が富山駐屯地に駐屯する。富山駐屯地所在の第382施設中隊長は富山駐屯地司令を兼ねている。
建築土木工事を主な任務とし、災害派遣および国際貢献においても活躍しており、陸上自衛隊の部隊が唯一駐屯していない奈良県の災害派遣等を担当する。

## 沿革
第105建設大隊
- 1962年（昭和37年）1月18日：第105建設大隊が大久保駐屯地において編成完結。第4施設団に編合。

第7施設群
- 1973年（昭和48年）3月27日：第105建設大隊を廃止・改編、第319地区施設隊、第323地区施設隊を編合し、第7施設群が大久保駐屯地において編成完結。第4施設団に編合。

※編成：群本部、本部中隊、第314施設中隊～第316施設中隊、第307ダンプ車両中隊、第305施設器材中隊、第319地区施設隊（大津駐屯地）、第323地区施設隊（和歌山駐屯地）
- 1986年（昭和61年）3月25日：第307ダンプ車両中隊（大久保駐屯地）を直轄部隊として第4施設団に編合。
- 1990年（平成02年）3月26日：部隊改編。

1. 第303地区施設隊（出雲駐屯地）を廃止・改編し、第349施設中隊を出雲駐屯地に新編。第7施設群に編合。
2. 第319地区施設隊（大津駐屯地）を廃止。

- 1993年（平成05年）3月30日：第323地区施設隊（和歌山駐屯地）を廃止・改編し、第303施設隊を和歌山駐屯地に新編。第7施設群に編合。
- 1999年（平成11年）3月29日：第349施設中隊（出雲駐屯地）を廃止。第8施設群第350施設中隊（三軒屋駐屯地）を第349施設中隊に改編[1]し、第7施設群に編合。
- 2003年（平成15年）2月～10月：第3次東ティモール派遣施設群（群長：田邉1佐）
- 2004年（平成16年）3月27日：部隊改編。

1. 第303施設隊（和歌山駐屯地）を廃止・改編し、第304水際障害中隊を和歌山駐屯地に新編。第7施設群に編合。
2. 後方支援体制移行に伴い、整備部門を中部方面後方支援隊第104施設直接支援大隊第2直接支援中隊に移管。

- 2006年（平成18年）3月27日：機能別中隊に改編[2]。

1. 第314施設中隊～第316施設中隊、第305施設器材中隊（大久保駐屯地）を廃止。
2. 第349施設中隊（三軒屋駐屯地）を廃止[3][4]。
3. 第379施設中隊「築城」、第380施設中隊「障害」および第381施設中隊「機動支援」を大久保駐屯地に新編。第7施設群に編合。
4. 第4施設団直轄の第301施設隊（富山駐屯地）を廃止・改編し、第382施設中隊「交通」を富山駐屯地に新編。第7施設群に編合。

- 2008年（平成20年）3月26日：第379施設中隊「築城」（大久保駐屯地）をコア部隊に改編。
- 2017年（平成29年）3月27日：第379施設中隊「築城」（大久保駐屯地）を廃止。第380施設中隊「障害」を「築城・障害」に改編。
- 2019年（平成31年）3月26日：第304水際障害中隊（和歌山駐屯地）が直轄部隊として第4施設団に編合。
- 2025年（令和07年）3月23日：第381施設中隊「機動支援」（大久保駐屯地）を廃止。

## 部隊編成・駐屯地
編成
- 第7施設群本部
- 本部管理中隊「7施群-本」
  - 中隊本部
  - 群本部勤務班
  - 偵察班
  - 通信班
  - 衛生班
- 第380施設中隊「380施」（築城･障害）
- 第382施設中隊「382施」（交通）

駐屯地
- 大久保駐屯地（京都府宇治市）
  - 群本部および本部管理中隊
  - 第380施設中隊
- 富山駐屯地（富山県砺波市）
  - 第382施設中隊

## 整備支援部隊
- 中部方面後方支援隊第104施設直接支援大隊第2直接支援中隊「104施直支-2」（大久保駐屯地）：2004年（平成16年）3月27日から
- 中部方面後方支援隊第104施設直接支援大隊第2直接支援中隊富山派遣隊「104施直支-2」（富山駐屯地）：2006年（平成18年）3月27日から

## 主要幹部
| 官職名      | 階級    | 氏名     | 補職発令日     | 前職                                          |
| ----------- | ------- | -------- | -------------- | --------------------------------------------- |
| 第7施設群長 | 1等陸佐 | 稲田龍成 | 2024年03月18日 | 陸上幕僚監部装備計画部通信電子課 施設器材班長 |

| 代 | 氏名       | 在職期間                        | 前職                                          | 後職                             |
| -- | ---------- | ------------------------------- | --------------------------------------------- | -------------------------------- |
| 01 | 長澤亨     | 1973年03月27日 - 1975年03月16日 | 第4施設団本部付                               | 中部方面総監部総務課長           |
| 02 | 大竹哲雄   | 1975年03月17日 - 1977年03月15日 | 陸上幕僚監部第4部勤務                         | 第3施設団副団長                  |
| 03 | 松嵜遠美   | 1977年03月16日 - 1979年03月15日 | 陸上自衛隊東北地区補給処施設部長              | 陸上自衛隊施設学校研究部長       |
| 04 | 柴田平八郎 | 1979年03月16日 - 1981年03月15日 | 西部方面総監部装備部施設課長                  | 陸上自衛隊施設補給処補給部長     |
| 05 | 濱田建次   | 1981年03月16日 - 1983年03月15日 | 統合幕僚会議事務局第4幕僚室勤務               | 陸上自衛隊幹部学校学校教官       |
| 06 | 加藤哲朗   | 1983年03月16日 - 1985年08月07日 | 統合幕僚会議事務局第3幕僚室勤務               | 東北方面総監部装備部長           |
| 07 | 小原大森   | 1985年08月08日 - 1987年03月31日 | 陸上自衛隊幹部学校学校教官                    | 陸上自衛隊施設学校学校教官       |
| 08 | 若松重英   | 1987年04月01日 - 1989年07月31日 | 陸上幕僚監部調査部調査第2課 調査第1班長       | 中部方面総監部装備部長           |
| 09 | 熊倉惟晴   | 1989年08月01日 - 1991年06月30日 | 陸上自衛隊幹部学校学校教官                    | 西部方面総監部調査部長           |
| 10 | 横川美尊   | 1991年07月01日 - 1994年03月31日 | 西部方面総監部人事部人事課長                  | 陸上自衛隊東北地区補給処総務部長 |
| 11 | 乃田俊信   | 1994年04月01日 - 1997年07月31日 | 北部方面総監部人事部厚生課長                  | 陸上自衛隊施設学校教育部長       |
| 12 | 三田克巳   | 1997年08月01日 - 1998年12月07日 | 陸上幕僚監部調査部付                          | 陸上幕僚監部調査部調査課長       |
| 13 | 尾上豊     | 1998年12月08日 - 2000年11月30日 | 中部方面総監部装備部施設課長                  | 陸上自衛隊富士学校管理部長       |
| 14 | 長峰克己   | 2000年12月01日 - 2002年07月31日 | 情報本部勤務                                  | 防衛大学校教授                   |
| 15 | 田邉揮司良 | 2002年08月01日 - 2003年12月04日 | 陸上幕僚監部人事部人事計画課 制度班長         | 陸上幕僚監部人事部補任課長       |
| 16 | 森茂       | 2003年12月05日 - 2006年03月26日 | 陸上自衛隊研究本部企画調整官                  | 陸上自衛隊補給統制本部施設部長   |
| 17 | 厚芝清     | 2006年03月27日 - 2008年03月25日 | 陸上自衛隊関東補給処装備計画部 企画課長       | 東千歳駐屯地業務隊長             |
| 18 | 冨田誠     | 2008年03月26日 - 2010年03月31日 | 中部方面総監部装備部施設課長                  | 統合幕僚学校研究室長             |
| 19 | 米津浩幸   | 2010年04月01日 - 2011年11月30日 | 陸上幕僚監部装備部施設課 総括班長             | 陸上自衛隊施設学校教育部長       |
| 20 | 重村和幸   | 2011年12月01日 - 2014年03月22日 | 第6師団司令部第3部長                          | 陸上自衛隊施設学校教育部長       |
| 21 | 寺西孝之   | 2014年03月23日 - 2015年07月31日 | 陸上自衛隊幹部学校学校教官                    | 第1施設団副団長                  |
| 22 | 長浦拓也   | 2015年08月01日 - 2017年07月31日 | 統合幕僚学校教育課第2教官室 学校教官          | 陸上自衛隊研究本部主任研究開発官 |
| 23 | 倉田一     | 2017年08月01日 - 2019年07月31日 | 統合幕僚監部運用部運用第2課 国際協力室長      | 中部方面総監部情報部長           |
| 24 | 坂本晴俊   | 2019年08月01日 - 2021年12月21日 | 陸上幕僚監部監理部総務課渉外班長              | 第3施設団副団長                  |
| 25 | 千葉武志   | 2021年12月22日 - 2024年03月17日 | 陸上自衛隊教育訓練研究本部企画調整官          | 陸上自衛隊教育訓練研究本部勤務   |
| 26 | 稲田龍成   | 2024年03月18日 -                | 陸上幕僚監部装備計画部通信電子課 施設器材班長 |                                  |

## 主要装備
- 道路障害作業車
- 83式地雷敷設装置
- 94式水際地雷敷設装置
- 81式自走架柱橋
- グレーダ
- 掩体掘削機
- 資材運搬車
- バケットローダ
- トラッククレーン
- タイヤローラ
- 89式5.56mm小銃
- 110mm個人携帯対戦車弾
- 3 1/2tトラック / 73式大型トラック
- 1 1/2tトラック / 73式中型トラック
- 1/2tトラック / 73式小型トラック
- 3トン半ダンプ
- 1トン半救急車

## 警備隊区
奈良県全域。
- 本部管理中隊：第380施設中隊担当地以外
- 第380施設中隊：奈良県32市町村

## 廃止部隊
- 1990年（平成02年）3月26日廃止
  - 第303地区施設隊（出雲駐屯地）：第349施設中隊に改編。
  - 第319地区施設隊（大津駐屯地）：
- 1993年（平成05年）3月30日廃止
  - 第323地区施設隊（和歌山駐屯地）：第303施設隊に改編。
- 1999年（平成11年）3月29日廃止
  - 第349施設中隊：（出雲駐屯地）：
  - 第8施設群第350施設中隊を第349施設中隊（三軒屋駐屯地）に改編。[1]。
- 2004年（平成16年）3月27日廃止
  - 第303施設隊（和歌山駐屯地）：第304水際障害中隊に改編。
- 2006年（平成18年）3月27日廃止
  - 第349施設中隊（三軒屋駐屯地）：
- 2006年（平成18年）3月27日廃止
  - 第314施設中隊（大久保駐屯地）：第379施設中隊「築城」、第380施設中隊「障害」、第381施設中隊「機動支援」に改編。
  - 第315施設中隊（大久保駐屯地）：第379施設中隊「築城」、第380施設中隊「障害」、第381施設中隊「機動支援」に改編。
  - 第316施設中隊（大久保駐屯地）：第379施設中隊「築城」、第380施設中隊「障害」、第381施設中隊「機動支援」に改編。
  - 第305施設器材中隊（大久保駐屯地）：第379施設中隊～第382施設中隊に改編。
- 2017年（平成29年）3月27日廃止
  - 第379施設中隊「築城」（大久保駐屯地）：0
- 2025年（令和07年）3月23日廃止。
  - 第381施設中隊「機動支援」（大久保駐屯地）：

## 隷下にあった部隊
- 第307ダンプ車両中隊：1973年（昭和48年）3月27日から1986年（昭和61年）3月25日の間。第7施設群隷下から第4施設団直轄に異動。
- 第304水際障害中隊：2004年（平成16年）3月27日から2019年（平成31年）3月25日の間。第7施設群隷下から第4施設団直轄に異動。